# 考文垂
考文垂（英語：Coventry），或譯科芬翠、科芬特里、高云地利，為英国英格蘭西米德蘭茲區域西米德蘭茲郡的城市，2004年人口為 304,200，在英格兰各城市間位居第九。
考文垂以它的汽车工业而闻名，同时考文垂大教堂和戈黛娃夫人的传说也广为人知。

## 历史

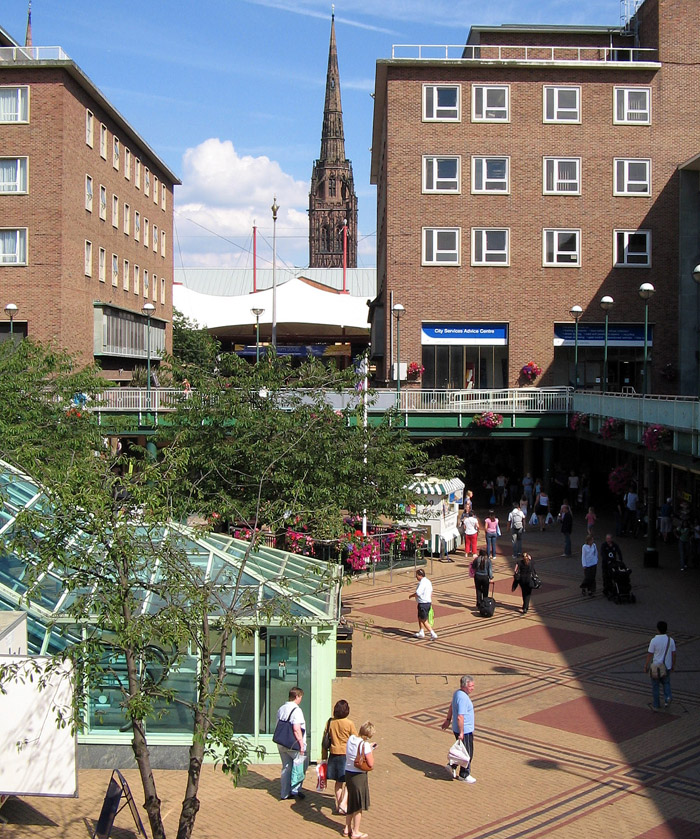
考文垂市中心

一般认为考文垂是于1043年的天主教本笃会修道院（由麦西亚伯爵利奥夫里克 （Leofric, Earl of Mercia）與其妻戈黛娃夫人所修建）的基础上，经过不断扩建而形成的。据资料表明，这个修道院于1022年就已存在，利奥夫里克和戈黛娃夫人在1043年将其“寄付”出来。很快的，集市在修道院大门附近发展起来并逐渐形成规模。
到14世纪，考文垂已成为重要的织品贸易中心，并且在整个中世纪，它成为英格兰最大和最重要的城市之一。1345年，考文垂被授予城市资格，之后获郡资格。
英国内战时期，考文垂由于被作为关押保皇派的地方而被用于英语短语“送到考文垂”（sent to Coventry）中，意思是“被排斥的”（to be ostracised）。
19世纪末，考文垂成为主要的自行车製造中心，其制造业的先驱为罗孚集团。20世纪初，自行车制造业逐渐进化为机动车制造工业，考文垂逐渐成为英国主要的汽车制造业中心。
第二次世界大战中，考文垂受到严重的空袭破坏，最严重的一次是在1940年的11月14日，德国的大规模空袭「考文垂大轟炸」摧毁了考文垂市中心的大部分建筑和历史悠久的大教堂。
考文垂事件是二次大战中较为有争议的事件，为了整体利益残忍的牺牲局部利益是否有违人性和道德尚具争议。但事件的当事人，专门负责情报战的英国空军科学情报处处长R·V·琼斯对此的评论是：“这种说法纯属臆测，毫无任何事实根据！”
战后数年，考文垂得以大规模重建，包括新的商业街区和更为著名的新大教堂。二十世纪五十和六十年代，考文垂持续繁荣发展。但在七十年代和八十年代，由于英国汽车工业的萎缩，考文垂亦受到猛烈冲击，八十年代初的失业率高达20％。由一支当地的乐队The Specials发行的一张唱片“鬼城”，形象的描述了当时考文垂的状况。自前英國首相執政後，考文垂的工業開始復甦，重建的工业体系和新兴产业正改变着城市的格局。
2003年3月1日，考文垂获得“博览会城市”资格。

## 名胜古蹟

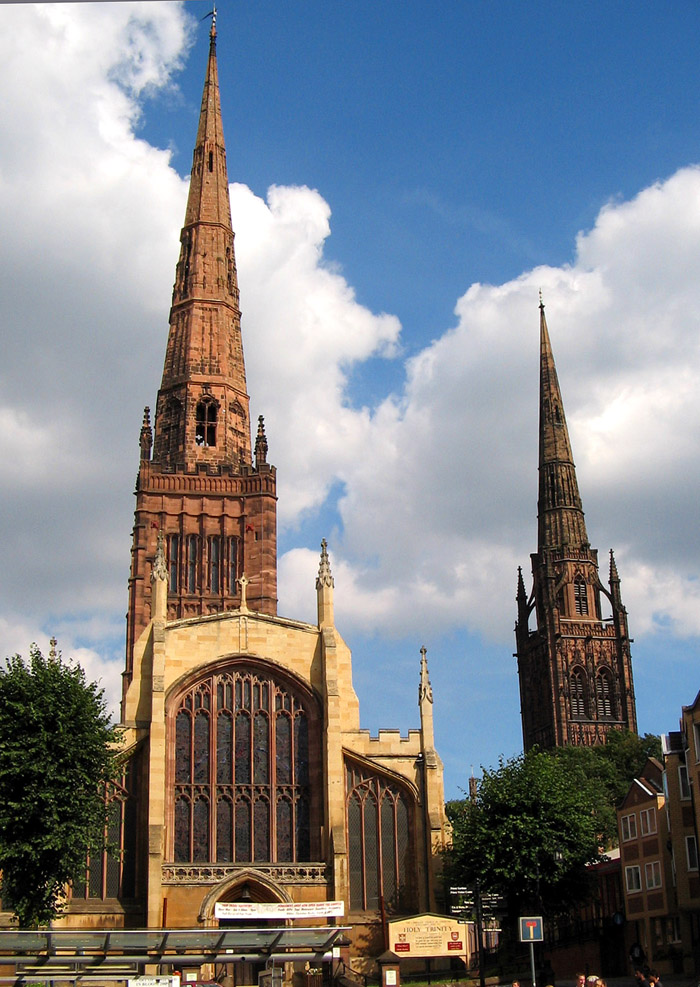
考文垂著名的“三尖顶”中的两个

考文垂教堂是考文垂最著名的标志性建筑。修建于14世纪的原教堂在二战中被德国空袭所摧毁，只剩下外墙和尖顶。新的考文垂教堂开放于1962年，坐落在老教堂的遗址旁边。由巴兹尔·斯宾思（Basil Spence）设计，内部装饰有名为“光辉耶稣”的大型挂毯，那是现代派艺术家格雷厄姆·萨瑟兰（Graham Sutherland）的织锦作品。另外一个比较著名的雕塑作品为“圣迈克尔和恶魔”铜像，由雅各·埃伯斯坦（Jacob Epstein）设计。斑傑文·布烈頓则为新教堂的开放创作了歌曲“战争挽歌”。
另一个著名的景点是位于考文垂市中心的考文垂交通博物馆，是世界上最大的收藏英制汽车的博物馆。其中最有名的莫过于世界上速度最快的汽车Thrust2和ThrustSSC了。2004年，博物馆得以重新装修，新建了作为城市“凤凰腾飞计划”之一的博物馆入口。这次重修使得博物馆的游客数在一年之内超过了原来预计5年才能达到的数目，并入围了2005年的“古尔班基安奖”（Gulbenkian Prize）的评选。
另外，赫伯特艺术画廊与博物馆是考文垂主要的艺术陈列馆；城外有重建的古罗马要塞 Lunt Fort；在考文垂机场附近还有密德兰航空博物馆。
现在，考文垂的市中心改革还在有条不紊的进行中。“凤凰计划”已经入围2004年的英国皇家建筑师协会史特灵奖，并且已获得16项其它相关奖项。
考文垂足球俱乐部最近也开始在他们位于Foleshill地区的新家—“理光中心”训练了。

## 教育
考文垂市区有考文垂大學（前身是考文垂理工学院），距离市中心南部3英里，与华威郡接壤的地区，坐落着非常著名的华威大学。许多位于考文垂中或周边的学校为专业学院，比如芬汉姆帕克学校，是一所有名的数学与IT学院，现在也是一所师资训练学校。

## 艺术与文化

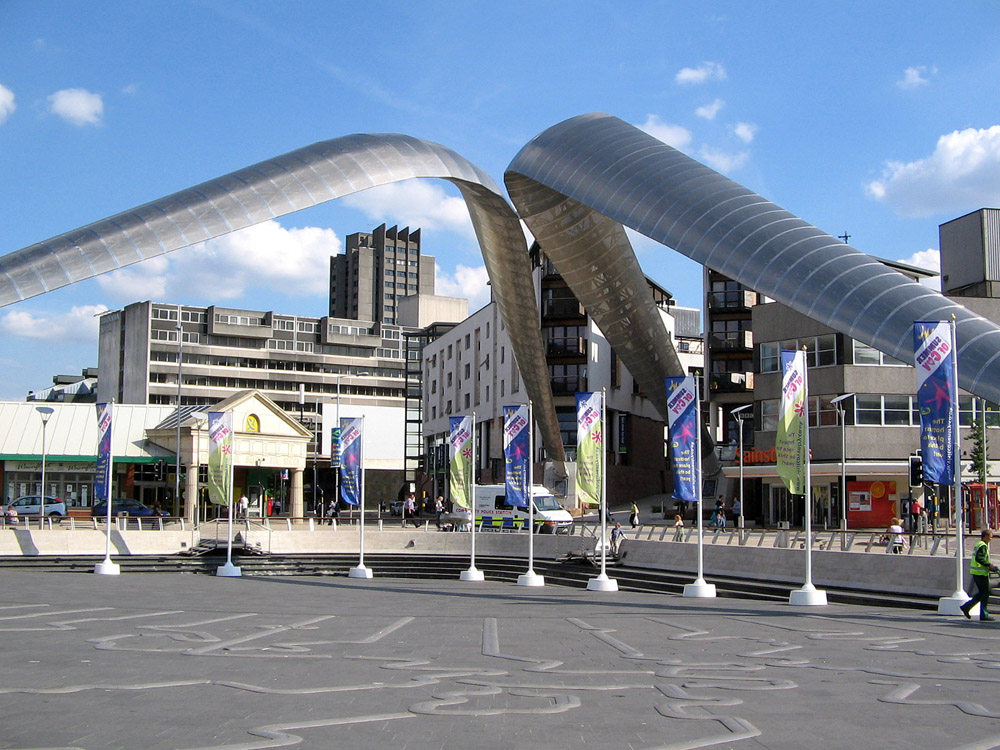
为纪念弗兰克·惠特尔而修建于交通博物馆外的“白拱”建筑

- 19世纪初，考文垂的著名的作家为出生于納尼頓附近的乔治·艾略特，考文垂便是他的著名小说《米德镇》（1871）的原型。

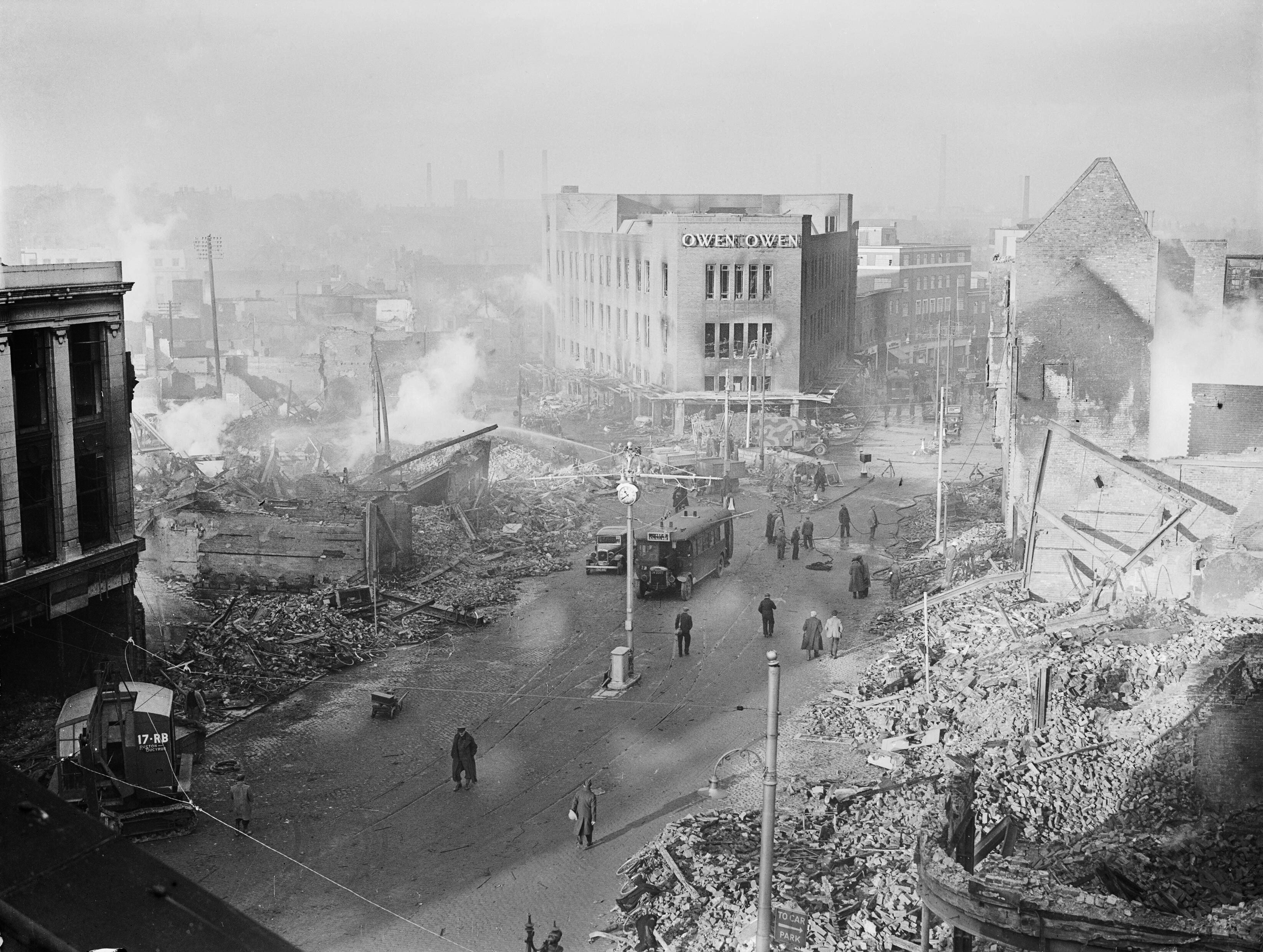
二戰考文垂遭轟炸

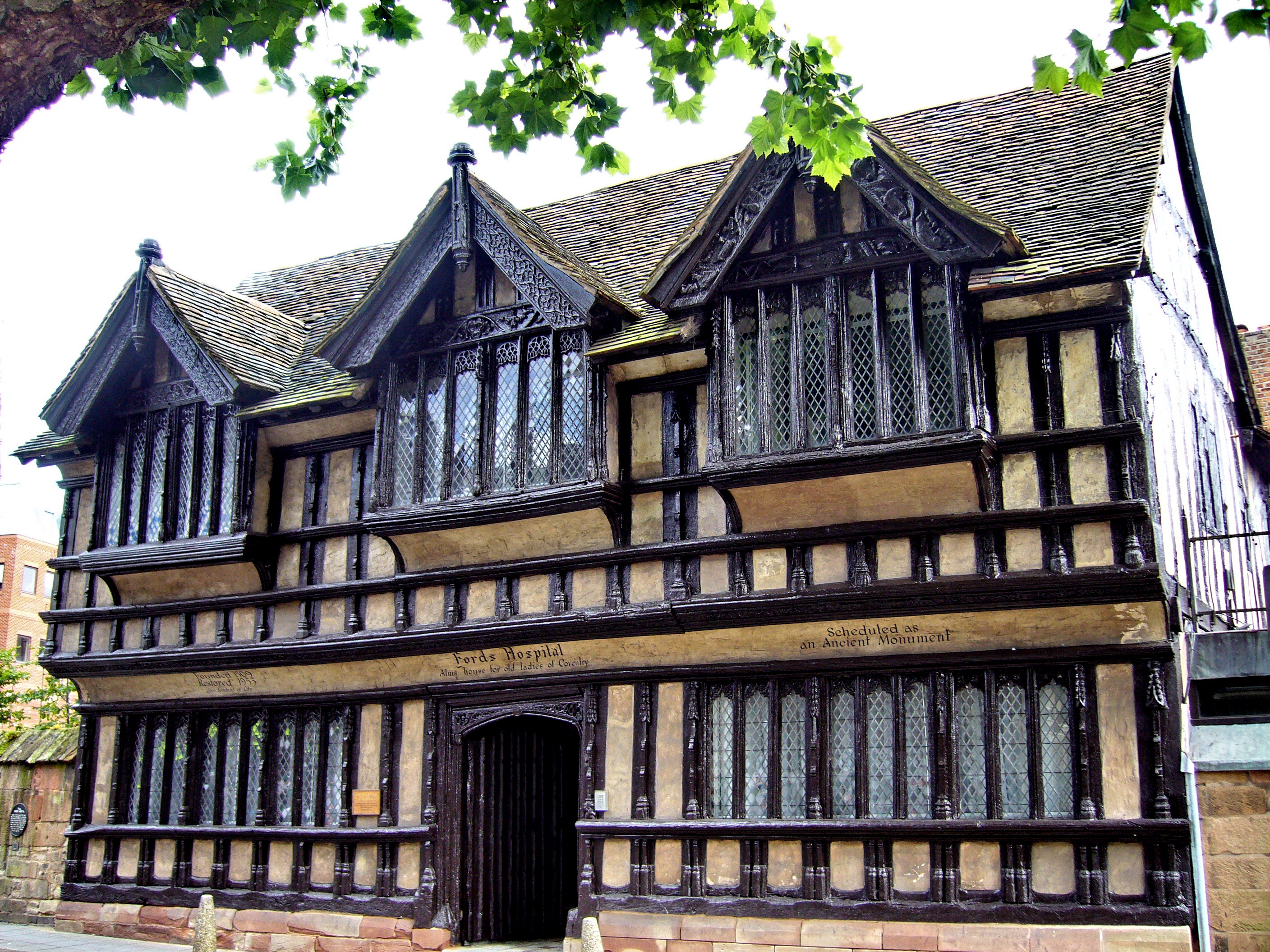
建于1509年的福特医院（当年为养老院）

- 20世纪70年代末期和80年代初期，考文垂是音乐类型“Two Tone”的中心，比如The Specials等乐队都来自于此。

文艺场所
考文垂的剧院、艺术与音乐厅包括：
- 华威艺术中心：位于华威大学，由艺术馆、剧院、音乐厅和电影院组成。它是英国除伦敦巴比肯艺术中心之外的第二大艺术中心。
- 贝尔格莱德剧院：英国最大的制作剧院之一，拥有866个座位，是英国二战之后第一个向公众开放的剧院。
- 目前尚在修建的贝尔格莱德广场将会是另一项令人瞩目的工程。

## 体育
体育运动队包括，考文垂橄榄球俱乐部（英式橄榄球联盟），考文垂火焰队（冰球），考文垂熊队（英式橄榄球联队），考文垂戈黛娃越野赛跑队（田径），考文垂蜜蜂队（赛车）和考文垂十字军队（篮球）。
足球方面，于1987年5月夺得英格蘭足總杯冠军。
2005年，考文垂成为英国第一个举办国际儿童体育大赛的城市。

## 著名人物

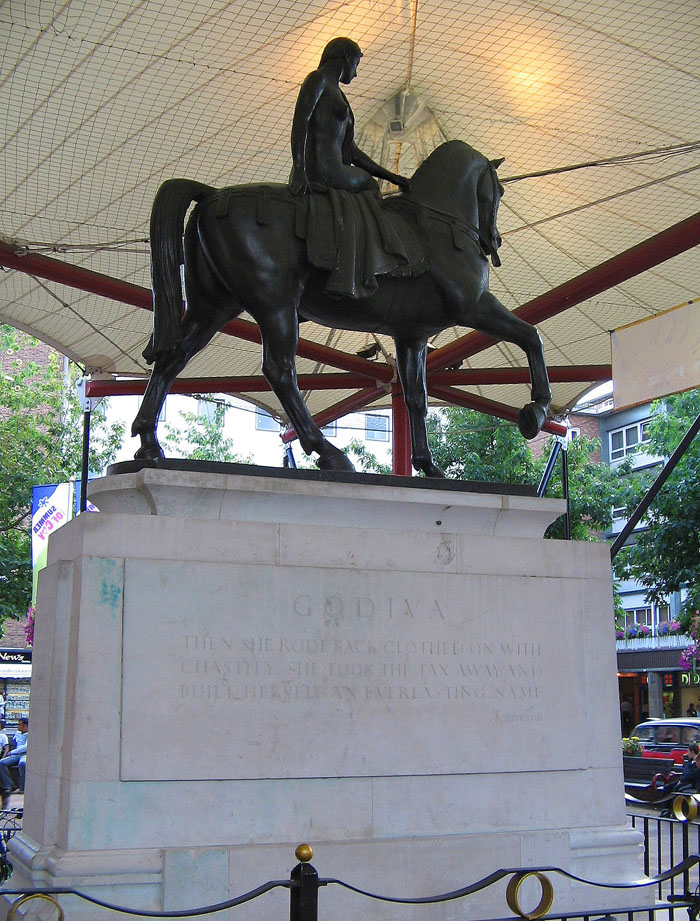
戈黛娃夫人铜像

### 历史和政治人物
- 戈黛娃夫人，十一世纪的一位贵族妇女。考文垂最著名的传说是她为了抗议丈夫——麦西亚伯爵利奥夫里克强加于市民的高税收而裸体骑马游街。根据传说，在她所到之处市民们被强令转过脸去不准观看，但是有一个叫Tom的人因没有照办而被刺瞎双眼，由此他还成为英文短语“ 偷窥者”（Peeping Tom）的起源。
- 派克斯爵士（英语：Sir Henry Parkes），澳大利亚國父，生於考文垂近郊的肯利（英语：Canley）（目前為考文垂的一部分）。
- 汤姆·曼，十九世纪末及二十世纪初的英国工人运动领袖。
- 柯林·乔丹（英语：Colin Jordan）， 战后英国新纳粹主义运动领袖。
- 莫·摩兰姆（英语：Mo Mowlam）, 女政治家，曾任北爱尔兰大臣（英语：Secretary of State for Northern Ireland）。

### 科学家及工程师
- 詹姆斯·斯塔利（英语：James Starley）和约翰·斯塔利，发明家，英国自行车工业之父。
- 約瑟夫·帕克斯頓，建筑师，水晶宫的设计者。
- 弗兰克·惠特尔，航空发动机工程师，首个实用的喷气发动机的设计者。

### 作家
- 菲利普·拉金， 诗人、小说家。
- 格拉汉姆·乔伊斯（英语：Graham Joyce），奇幻文学作家。
- 李·查德，惊悚小说作家。

### 演艺界名人
- 埃伦·特里， 十九世纪末著名的舞台剧女演员。
- 奈杰尔·霍桑， 演员。
- 克莱夫·欧文，演员。
- 黑兹尔·奥康娜（英语：Hazel O'Connor），女歌手。
- 杰瑞·达摩斯（英语：Jerry Dammers）， 音乐人。

## 经济

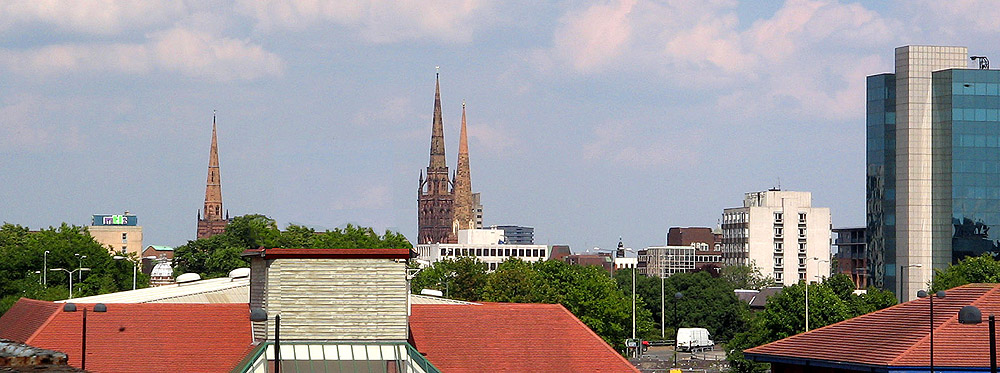
空中轮廓线

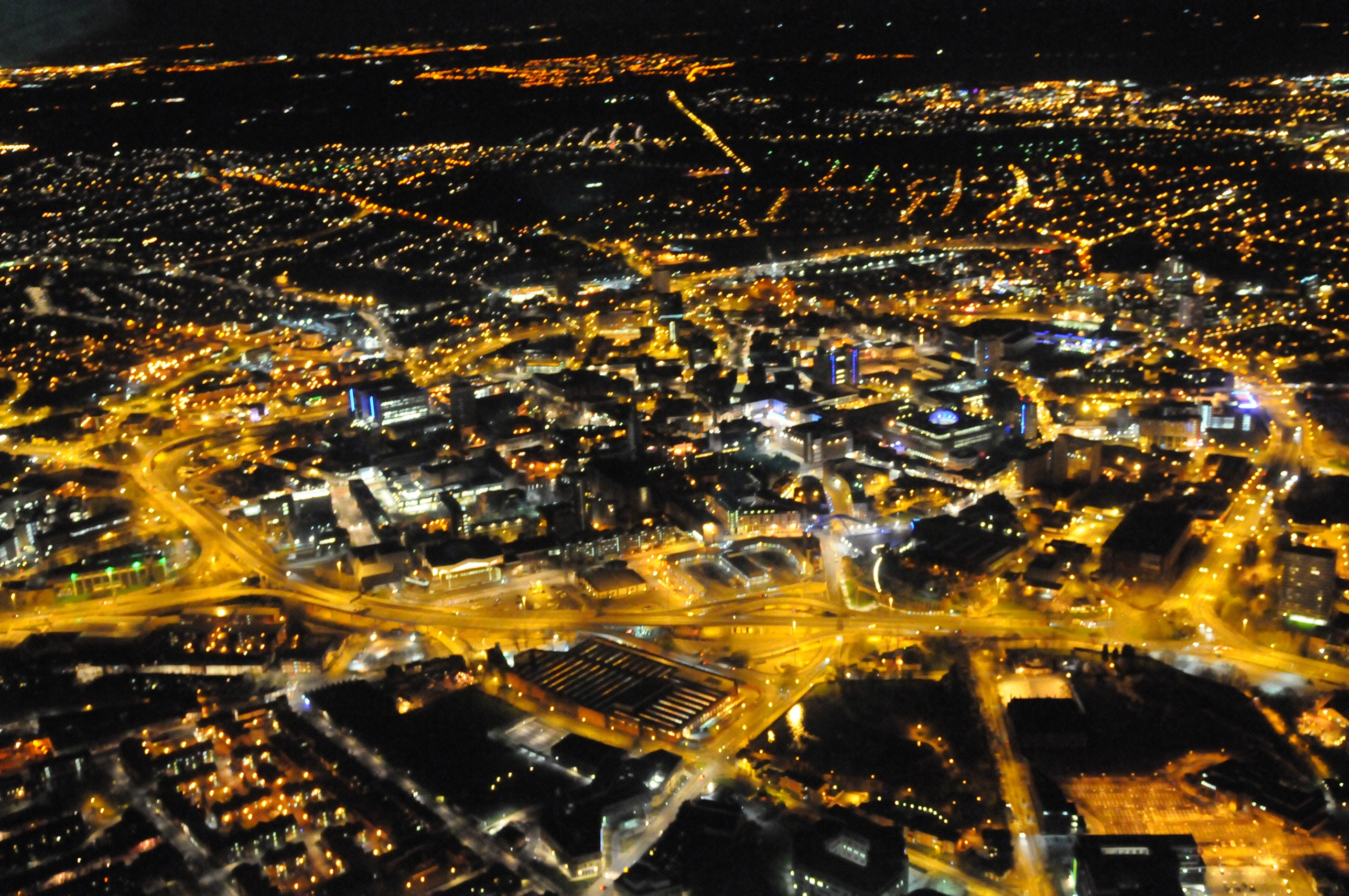
夜景

早自1896年起，考文垂就一直是摩托车与汽车的制造中心，汽车制造工业是这个城市工业的中心点。汽车制造商从不太为人所知的考文垂汽车公司、Great Horseless、雨燕汽车公司等公司，到人们比较熟悉的霍博、莱利和戴姆勒，以及于1902年发源于此的凯旋汽车公司等。虽然汽车工业逐渐萎缩，捷豹汽车公司依然设总部和制造工厂于此。法国标致汽车公司也在城外的莱通设厂。伦敦著名的黑色出租车哈克尼车（简称cab）也由位于考文垂的伦敦国际出租车公司（LTI）制造。
考文垂的主要工业包括：汽车制造、电子设备、机械设备、农业机械、人工纤维、航天部件及电讯设备制造等。

## 交通
考文垂附近的高速公路有M6，M69和M40，以及一级公路A45和A46。
铁路方面，考文垂火车站由“西海岸干线”（West Coast Main Line）公司运营，有频繁往返伦敦和伯明翰的列车，另有列車经博德沃斯（Bedworth）至納尼顿，或经皇家利明頓溫泉（Leamington Spa）向南延伸至南部海岸。考文垂的巴士服务则由Travel West Midlands公司（近更名为Travel Coventry）及Stagecoach公司经营。
最近的主要机场为伯明翰国际机场，位于城西大约10英里（16公里）处。考文垂亦有自己的机场，位于巴金顿（Baginton），但主要作為货运机场。2004年开始，Thomsonfly公司开始运营几条前往欧洲各地的定期航线。
考文垂城市內擁有运河，但终止于市中心。

## 政治
历史上很长时间，考文垂是隶属于华威郡的（虽然它被授予郡县资格有400年）。1889年，考文垂获得成立的郡县资格。1974年成为西米德兰兹的城市区。1986年，西米德兰兹郡议会被废除，考文垂成为独立行政区域。
与西米德兰兹的其它城镇不同，考文垂依然与原属华威郡关系密切，这或许与它的地理位置有关，它大部分地區都深入在该郡区域内。
考文垂的行政机构为“考文垂市议会”，整个城市被划分为18个行政区。它长期以来都被视为英国工党的据点，市议会很长时间被稱为“一党天下”，不过现在它却被英国保守党所控制。
某些本地服务是由西米德兰兹提供的，包括西米德兰兹警察局，西米德兰兹消防局和提供公共交通服务的西米德兰兹客运管理局(Centro)等。
2004年，考文垂的救护服务从原来的西米德兰兹救护服务中心轉到新建的考文垂与华威郡救护服务中心。
考文垂在英国众议院中的議席由三位工党成员代表，他们是：
鲍伯·恩斯沃斯（Bob Ainsworth）- 东北区代表
吉姆·坎宁安（Jim Cunningham）- 南区代表
杰弗里·罗宾逊（Geoffrey Robinson）- 西北区代表

## 友好城市
考文垂是世界上第一个与其他城市组成“友好城市”的城市，现在已经被各国广泛採用。二战后，考文垂与德国的德累斯顿组成友好城市，这两个城市都曾经在战争中遭到炸弹空袭的严重破坏。
现在，考文垂已经与世界26个城市或地方结为友好城市，它们是：
| - 美国 考文垂 (康涅狄格州) - 美国 考文垂 (纽约州) - 美国 考文垂 (罗得岛州) - 荷兰 阿纳姆 - 塞尔维亚 贝尔格勒 - 意大利 博洛尼亚 - 法国 卡昂 - 爱尔兰 科克 - 加拿大 康和 |  | - 德国 德累斯顿 - 匈牙利 多瑙新城 - 罗马尼亚 加拉茨 - 加拿大 格兰比 - 奥地利 格拉茨 - 中国 济南 - 匈牙利 凯奇凯梅特 - 德国 基尔 - 牙买加 金斯敦 |  | - 捷克 利迪策 - 捷克 俄斯特拉发 - 澳大利亚 帕克斯 - 法国 圣艾蒂安 - 波斯尼亚和黑塞哥维那 萨拉热窝 - 俄罗斯 伏尔加格勒 - 波兰 华沙 - 加拿大 温莎 |